# Albanesi del Kosovo
Gli albanesi del Kosovo (in albanese Shqiptarët e Kosovës), comunemente detti albanesi kosovari, anche solo "kosovari" o "cossovari", costituiscono il più grande gruppo etnico in Kosovo.
Secondo il censimento jugoslavo del 1991, boicottato dagli albanesi, vi erano 1.596.072 albanesi in Kosovo, pari all'81,6% della popolazione. Secondo la stima nel 2000, tra 1.584.000 e 1.733.600 erano gli albanesi in Kosovo, l'88% della popolazione; oggi la loro quota di popolazione è del 92,93%. Gli albanesi del Kosovo parlano l’albanese nel dialetto ghego.

## Storia

### Medioevo
Gli albanesi del Kosovo appartengono al sottogruppo etnico albanese dei Gheghi, che vivono nel nord dell'Albania, a nord del fiume Shkumbini, nel Kosovo, nella Serbia meridionale e nelle parti occidentali della Macedonia del Nord.
Nel XIV secolo in due crisobolla o decreti dei sovrani serbi, i villaggi di albanesi a fianco di Valacchi sono citati nel primo tra i fiumi Beli Drim e Lim (1330) e nel secondo (1348) un totale di nove villaggi albanesi sono citati nelle vicinanze di Prizren. Toponimi come Arbanaška e Đjake mostrano una presenza albanese nelle regioni di Toplica e Morava meridionale (situata a nord-est del Kosovo attuale) fin dal Tardo Medioevo. Gruppi significativi di popolazioni albanesi vivevano anche in Kosovo, specialmente nell'ovest e nel centro prima e dopo l'invasione degli Asburgo del 1689-1690, mentre nel Kosovo orientale erano una piccola minoranza. A causa delle guerre ottomane-asburgiche e delle loro conseguenze, gli albanesi contemporanei dell'Albania settentrionale e del Kosovo occidentale si stabilirono nella più ampia regione del Kosovo e Toplica e Morava nella seconda metà del XVIII secolo, a volte istigati dalle autorità ottomane.
Fonti serbe riguardanti la popolazione albanese contemporanea del Kosovo attribuiscono la loro origine all'Albania contemporanea, per cui un considerevole numero di tribù albanesi arrivò e si stabilì in Kosovo alla fine del XVII secolo, più intensamente tra la metà del XVIII secolo e il 1840. Le parti migranti delle tribù mantennero una visione tribale e una struttura familiare. Uno studio serbo degli anni '30 di Atanasije Urošević ha stimato che il 90% degli albanesi del Kosovo discendeva da queste tribù migratrici; la maggior parte apparteneva ai Krasniqi, il resto alle tribù Berisha, Gashi, Shala, Sopi, Kryeziu, Thaçi e Bytyqi. Lo storico Noel Malcolm ha criticato lo studio di Urošević, poiché si è concentrato sul Kosovo orientale, mentre omette il Kosovo occidentale per giungere a tali conclusioni. Malcolm ha anche osservato che le caratteristiche comuni dei nomi delle famiglie albanesi del Kosovo con i nomi dei clan albanesi non sono sempre indicative di avere origini del clan Malësi albanese, poiché alcune persone sono state agglomerate in clan mentre molti altri albanesi del Kosovo mancano di tali nomi.
Il Kosovo faceva parte dell'Impero ottomano dal 1455 al 1912, inizialmente come parte dell'eyalet di Rumelia, e dal 1864 come provincia separata (vilayet). Durante questo periodo, l'Islam fu presentato alla popolazione. Oggi l'Islam sunnita è la religione predominante degli albanesi del Kosovo.
Il termine ottomano Arnavudluk (آرناوودلق) significa che l'Albania è stata utilizzata nei registri statali ottomani per aree come la Serbia meridionale e il Kosovo. Evliya Çelebi (1611–1682) nei suoi viaggi all'interno della regione durante il 1660 si riferiva alla parte occidentale e centrale di quella che oggi è il Kosovo come Arnavudluk e descriveva la città degli abitanti di Vučitrn come avere conoscenza dell'albanese o del turco con pochi parlanti di slavo le lingue.

### Periodo moderno

#### XIX secolo
Un gran numero di albanesi insieme a un numero minore di turchi urbani (con alcuni di origine albanese) furono espulsi e/o fuggirono dall'attuale Serbia meridionale contemporanea (regioni di Toplica e Morava) durante la guerra serbo-ottomana (1876-1878). Molti si stabilirono in Kosovo, dove loro e i loro discendenti sono noti come muhaxhir, anche muhaxher ("esiliati" dall'arabo "muhajir"), e alcuni portano il cognome Muhaxhiri/Muhaxheri o molti altri il nome di origine del villaggio. Durante il tardo periodo ottomano, l'identità albanese etno-nazionale espressa nei tempi contemporanei non esisteva tra la più ampia popolazione di lingua albanese del Kosovo. Invece le identità collettive erano basate su identità socio-professionali, socio-economiche, regionali o religiose e talvolta i rapporti tra musulmani e cristiani albanesi erano tesi.

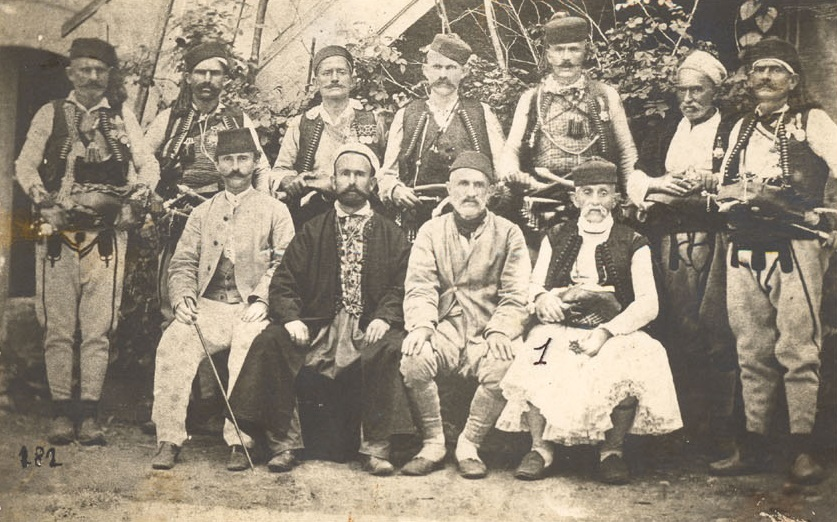
Lega di Prizren (1878)

Come reazione al Congresso di Berlino, che aveva donato alcuni territori albanesi alla Serbia e al Montenegro, gli albanesi, per lo più dal Kosovo, formarono la Lega di Prizren a Prizren nel giugno 1878. Centinaia di leader albanesi si sono riuniti a Prizren e si sono opposti alla giurisdizione serba e montenegrina. La Serbia si è lamentata con le potenze occidentali che i territori promessi non erano detenuti perché gli ottomani esitavano a farlo. Le potenze occidentali fecero pressione sugli ottomani e nel 1881 l'esercito ottomano iniziò a combattere contro gli albanesi. La lLega di Prizren ha creato un governo provvisorio con un presidente, un primo ministro (Ymer Prizreni) e ministeri di guerra (Sylejman Vokshi) e un ministero degli Esteri (Abdyl Frashëri). Dopo tre anni di guerra, gli albanesi furono sconfitti. Molti leader furono giustiziati e incarcerati. Nel 1910, una rivolta albanese si diffuse da Pristina e durò fino alla visita del sultano ottomano in Kosovo nel giugno 1911. Lo scopo della Lega di Prizren era di unire i quattro Vilayet abitati albanesi unendo la maggior parte degli abitanti albanesi all'interno dell'Impero ottomano in un vilayet albanese. Tuttavia a quel tempo i serbi rappresentavano circa il 25% dell'intera popolazione del Kosovo dell'intera popolazione del Kosovo e si opponevano agli obiettivi albanesi insieme a turchi e altri slavi in Kosovo, il che impediva ai movimenti albanesi di stabilire il loro dominio sul Kosovo.

#### XX secolo
Nel 1912 durante le guerre balcaniche, la maggior parte del Kosovo orientale fu conquistata dal Regno di Serbia, mentre il Regno del Montenegro prese il Kosovo occidentale, che la maggior parte dei suoi abitanti chiamava "l'altopiano di Dukagjin" (Rrafshi i Dukagjinit) e i serbi chiamano Metohija (Метохија), una parola greca significava le dipendenze fondiarie di un monastero. Le famiglie serbe dei coloni si sono trasferite in Kosovo, mentre la popolazione albanese è stata ridotta. Di conseguenza, la percentuale di albanesi in Kosovo è diminuita da 75 percento al momento dell'invasione a poco più del 65% percento entro il 1941.
Il periodo 1918-1929 sotto il regno dei serbi, croati e sloveni fu un periodo di persecuzione degli albanesi kosovari. Il Kosovo era diviso in quattro contee, tre facenti parte della Serbia ufficiale: Zvečan, Kosovo e Metohija meridionale; e uno in Montenegro: Metohija settentrionale. Tuttavia, il nuovo sistema amministrativo dal 26 aprile 1922 ha diviso il Kosovo fra tre Regioni del Regno: Kosovo, Rascia e Zeta.
Nel 1929 il Regno fu trasformato nel Regno di Jugoslavia. I territori del Kosovo furono divisi tra il Banato di Zeta, il Banato di Morava e il Banato di Vardar. Il regno durò fino all'invasione dell'Asse della seconda guerra mondiale dell'aprile 1941. 

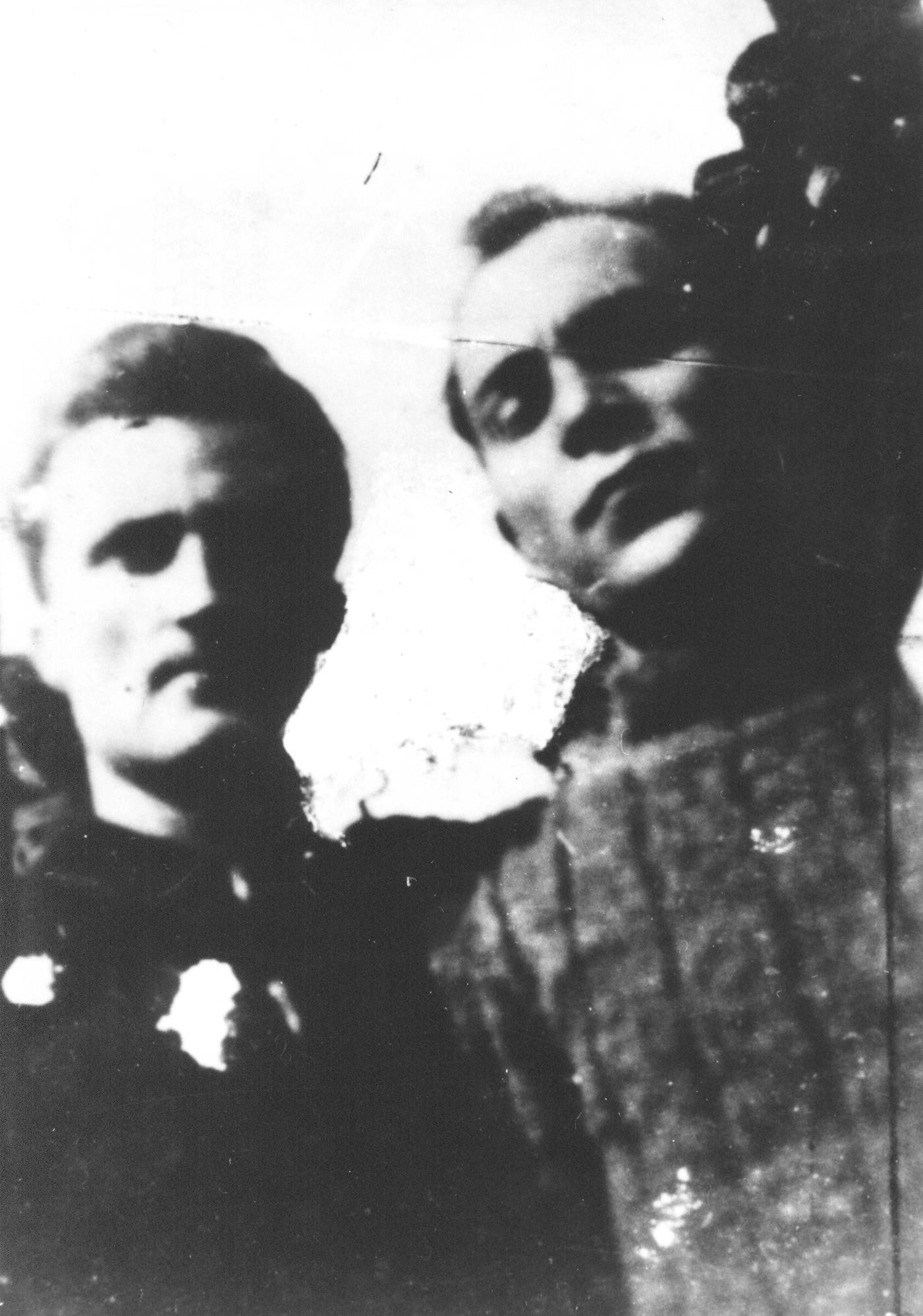
Ramiz Sadiku e Boro Vukmirović, Eroi popolari della Jugoslavia e simbolo dell'amicizia serbo-albanese

Dopo l'invasione dell'Asse, la maggior parte del Kosovo divenne parte dell'Albania fascista controllata dall'Italia e una parte più piccola, orientale, dall'alleato Tsardom della Bulgaria e dalla Serbia occupata dai nazisti tedeschi. Da quando la leadership politica fascista albanese aveva deciso alla Conferenza di Bujan che il Kosovo sarebbe rimasto parte dell'Albania, hanno iniziato a espellere i coloni serbi e montenegrini "che erano arrivati negli anni 1920 e 1930". Prima della resa dell'Italia fascista nel 1943, le forze tedesche assunsero il controllo diretto della regione. Dopo numerose rivolte di partigiani serbi e jugoslavi, il Kosovo fu liberato dopo il 1944 con l'aiuto dei partigiani albanesi del Comintern, e divenne una provincia della Serbia all'interno della Jugoslavia federale democratica.
La Regione Autonoma del Kosovo e Metohija venne costituita nel 1946 per placare la sua popolazione albanese regionale nella Repubblica Popolare di Serbia come membro della Repubblica Popolare Federale di Jugoslavia sotto la guida dell'ex leader partigiano, Josip Broz Tito, ma senza fatti concreti autonomia. Questa è stata la prima volta che il Kosovo è esistito con i suoi confini attuali. Dopo che il nome della Jugoslavia fu cambiato nella Repubblica Federale Socialista di Jugoslavia e quella della Serbia nella Repubblica Socialista di Serbia nel 1963, la Regione Autonoma del Kosovo fu portata al livello della Provincia di Autonomus (che la Vojvodina aveva dal 1946) e ottenne l'autonomia interna negli anni '60.
Nella costituzione del 1974, la Provincia autonoma socialista del governo del Kosovo ricevette poteri più alti, compresi i più alti titoli governativi: il presidente e il premier e un seggio nella presidenza federale, che la rese una repubblica socialista di fatto all'interno della Federazione, ma rimanendo come socialista Regione autonoma nella Repubblica socialista di Serbia. Serbo-croato e albanese sono stati definiti ufficiali a livello provinciale segnando i due più grandi gruppi linguistici kosovari: serbi e albanesi. Anche la parola Metohija è stata rimossa dal titolo nel 1974, lasciando la semplice forma abbreviata, il Kosovo.
Negli anni '70, un movimento nazionalista albanese persegue il pieno riconoscimento della Provincia del Kosovo come un'altra Repubblica all'interno della Federazione, mentre gli elementi più estremi miravano all'indipendenza su vasta scala. Il governo di Tito ha affrontato rapidamente la situazione, ma solo fornendo una soluzione temporanea. 

Bandiera della minoranza albanese nella Jugoslavia SFR

Nel 1981 gli studenti albanesi del Kosovo organizzarono proteste per far sì che il Kosovo diventasse una repubblica all'interno della Jugoslavia. Quelle proteste furono duramente contenute dal governo jugoslavo centralista. Nel 1986, la Accademia serba delle scienze e delle arti (SANU) stava lavorando a un documento, che in seguito sarebbe stato chiamato Memorandum SANU. Un'edizione incompiuta è stata filtrata per la stampa. Nel saggio, SANU ha ritratto il popolo serbo come una vittima e ha chiesto il risveglio del nazionalismo serbo, usando sia i fatti veri che esagerati per la propaganda. Durante questo periodo, Slobodan Milošević salì al potere nella Lega dei socialisti della Serbia.
Poco dopo, come approvato dall'Assemblea nel 1990, l'autonomia del Kosovo fu revocata e lo stato pre-1974 ripristinato. Milošević, tuttavia, non rimosse il seggio del Kosovo dalla Presidenza federale, ma installò i propri sostenitori in quel seggio, così da poter ottenere potere nel governo federale. Dopo la secessione della Slovenia dalla Jugoslavia nel 1991, Milošević usò il seggio per ottenere il dominio sul governo federale, superando i suoi avversari.
Molti albanesi hanno organizzato un pacifico movimento di resistenza attiva, a seguito delle perdite di posti di lavoro subite da alcuni di loro, mentre altri, albanesi più radicali e nazionalisti, hanno iniziato a violente epurazioni dei residenti non albanesi del Kosovo.
Il 2 luglio 1990, un incostituzionale parlamento etnico albanese ha dichiarato il Kosovo un Paese indipendente, sebbene ciò non sia stato riconosciuto dal governo poiché gli albanesi etnici hanno rifiutato di registrarsi come cittadini legali della Jugoslavia. Nel settembre di quell'anno, il parlamento etnico albanese, riunito in segreto nella città di Kačanik, adottò la Costituzione della Repubblica del Kosovo. Un anno dopo, il Parlamento organizzò il referendum sull'indipendenza del Kosovo del 1991, che fu osservato da organizzazioni internazionali, ma non fu riconosciuto a livello internazionale a causa di molte irregolarità. Con un'affluenza dell'87%, il 99,88% ha votato il Kosovo come indipendente. La popolazione non albanese, che all'epoca rappresentava il 10% della popolazione del Kosovo, ha rifiutato di votare poiché ha ritenuto illegale il referendum. All'inizio degli anni novanta, gli albanesi etnici organizzarono un sistema statale parallelo e un sistema parallelo di istruzione e assistenza sanitaria, tra l'altro, gli albanesi organizzarono e addestrarono, con l'aiuto di alcuni paesi europei, l'esercito della repubblica auto dichiarata del Kosovo chiamato Esercito di liberazione del Kosovo (UÇK). Con la fine degli eventi in Bosnia e Croazia, il governo jugoslavo ha iniziato a trasferire i rifugiati serbi dalla Croazia e dalla Bosnia al Kosovo. L'OVK è riuscito a ricollocare i rifugiati serbi in Serbia.

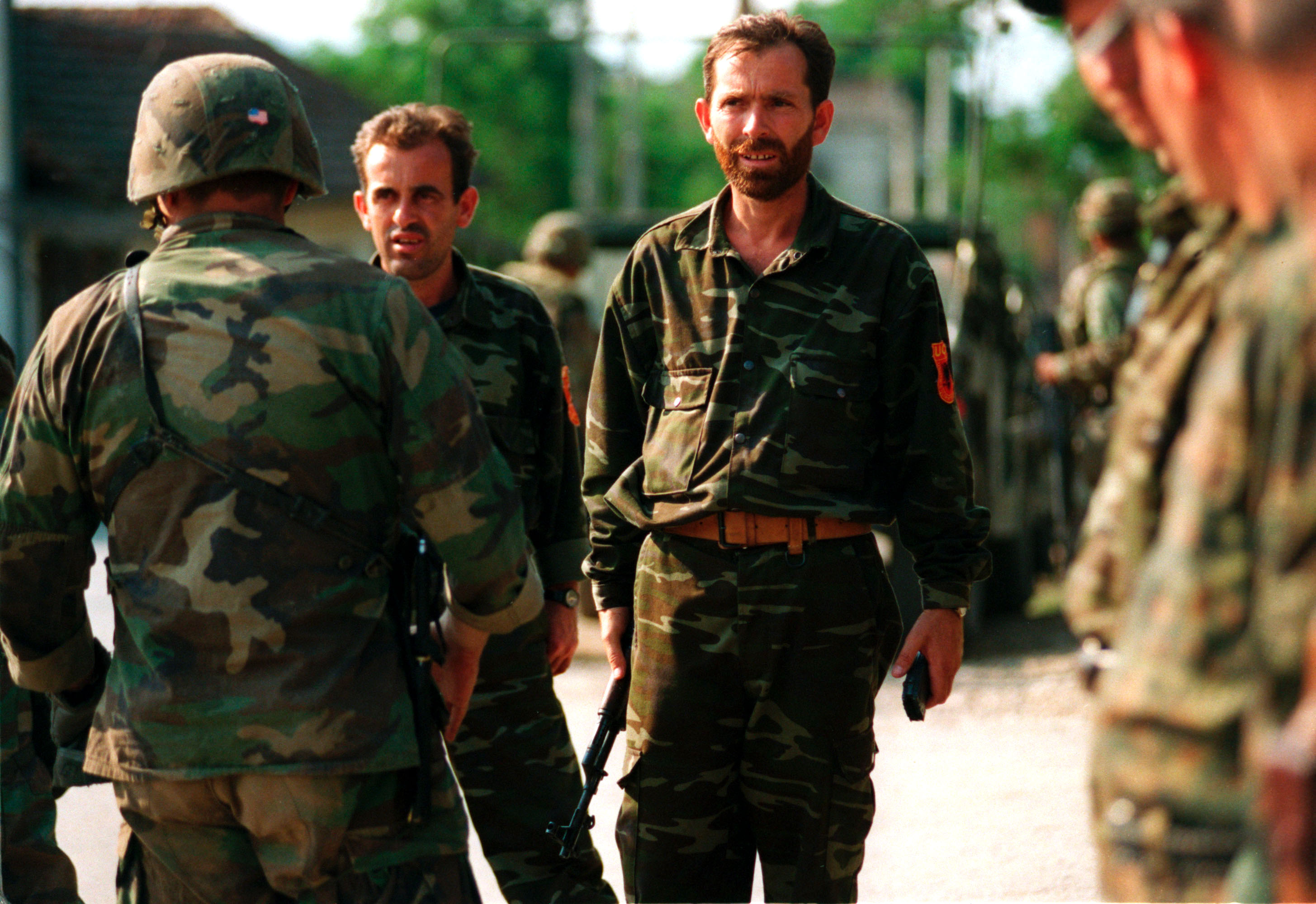
Esercito di liberazione del Kosovo che consegna le armi alle forze statunitensi, il 30 giugno 1999.

Dopo l'accordo di Dayton del 1995, una forza di guerriglia che si autodefinisce Esercito di liberazione del Kosovo (UÇK) iniziò a operare in Kosovo, anche se secondo altre fonti potrebbero aver iniziato già nel 1992. Le forze paramilitari serbe hanno commesso crimini di guerra in Kosovo, anche se il governo serbo afferma che l'esercito andava solo dopo sospetti terroristi albanesi. Ciò ha innescato una campagna di bombardamenti NATO di 78 giorni nel 1999. L'UCK kosovara albanese ha svolto un ruolo importante non solo nelle missioni di ricognizione per la NATO, ma anche nel sabotare l'esercito serbo.

#### XXI secolo

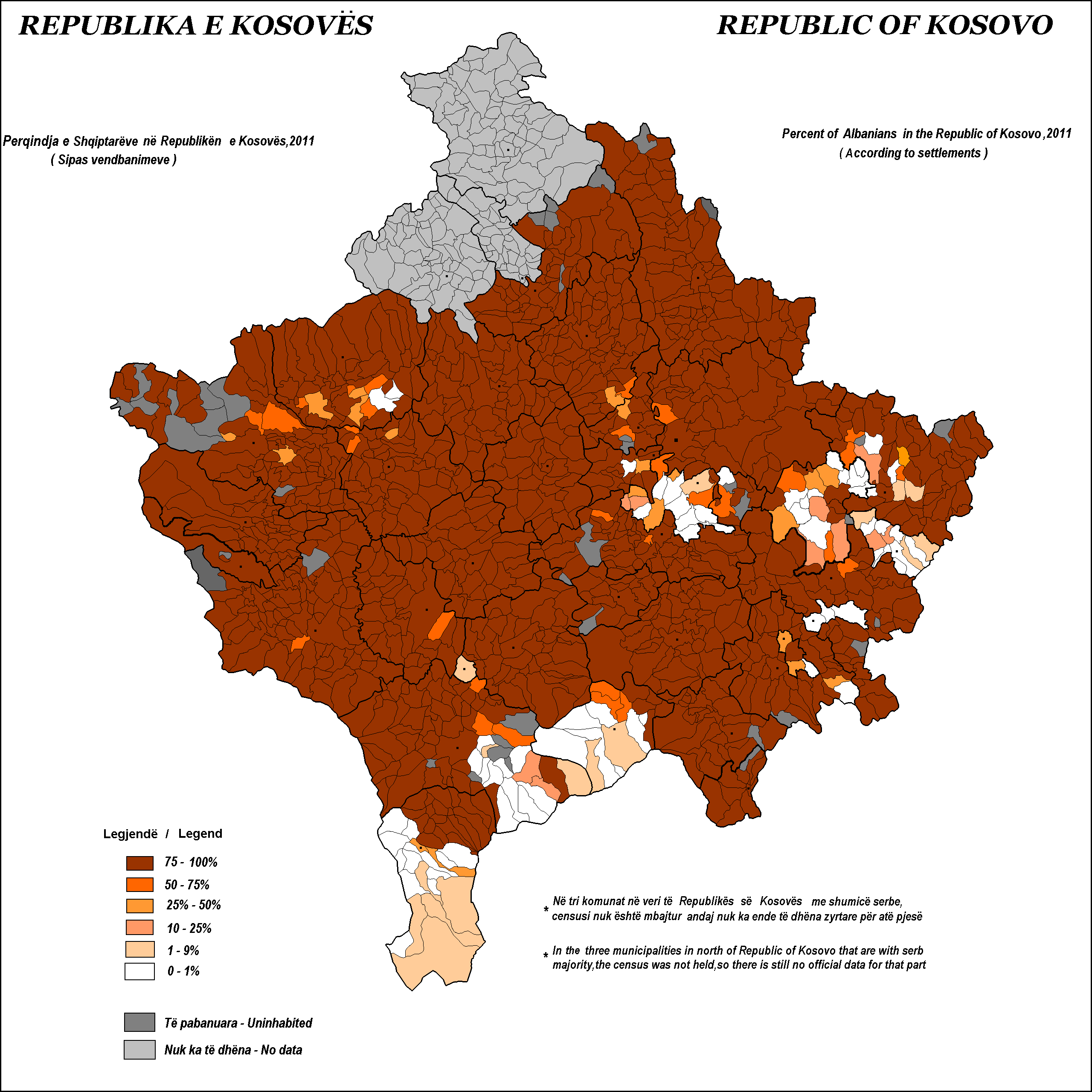
Albanesi in Kosovo (censimento del 2011)

I negoziati internazionali sono iniziati nel 2006 per determinare lo stato finale del Kosovo, come previsto dalla risoluzione 1244 del Consiglio di sicurezza dell'ONU, che ha posto fine al conflitto in Kosovo del 1999. Mentre la continua sovranità della Serbia sul Kosovo è riconosciuta da gran parte della comunità internazionale, una netta maggioranza della popolazione del Kosovo preferisce l'indipendenza. L'ONU parla emessi a fronte, guidati da inviato speciale delle Nazioni Unite Martti Ahtisaari, ha avuto inizio nel febbraio 2006. Mentre sono stati compiuti progressi in materia tecnica, entrambe le parti sono rimaste diametralmente opposte alla questione dello status stesso. Nel febbraio 2007, Ahtisaari consegnò un progetto di proposta di risoluzione dello status ai leader di Belgrado e Pristina, la base per un progetto di risoluzione del Consiglio di sicurezza delle Nazioni Unite che propone "indipendenza controllata" per la provincia. All'inizio di luglio 2007 il progetto di risoluzione, che è sostenuto dagli Stati Uniti, dal Regno Unito e da altri membri europei del Consiglio di sicurezza delle Nazioni Unite, è stato riscritto quattro volte per cercare di soddisfare le preoccupazioni russe secondo cui tale risoluzione avrebbe minato il principio di sovranità statale. La Russia, che detiene il veto nel Consiglio di sicurezza come uno dei cinque membri permanenti, ha dichiarato che non sosterrà alcuna risoluzione inaccettabile sia per Belgrado che per Pristina.

## Demografia
| Anno | Albanesi | Serbi | Altri | Fonte e note           |
| ---- | -------- | ----- | ----- | ---------------------- |
| 1871 | 66%      | 31%   | 3%    | Statistiche austriache |
| 1899 | 61%      | 30%   | 9%    | Statistiche austriache |
| 1921 | 61%      | 33%   | 6%    |                        |
| 1931 | 58%      | 29%   | 13%   |                        |
| 1948 | 65%      | 26%   | 9%    | ICTY                   |
| 1953 | 65%      | 24%   | 10%   |                        |
| 1961 | 67%      | 23%   | 9%    |                        |
| 1971 | 73%      | 19%   | 7%    |                        |
| 1981 | 76%      | 16%   | 8%    |                        |
| 1991 | 80%      | 13%   | 7%    | Censimento 1991        |
| 2000 | 87%      | 9%    | 4%    | Banca mondiale, OSCE   |
| 2007 | 92%      | 5%    | 3%    | OSCE                   |
| 2011 | 92,9%    | 1,5%  | 5,4%  | Censimento 2011        |
| 2014 | 95%      | 2%    | 8%    |                        |
| 2021 | 97%      | 0,1%  | 1,2%  |                        |

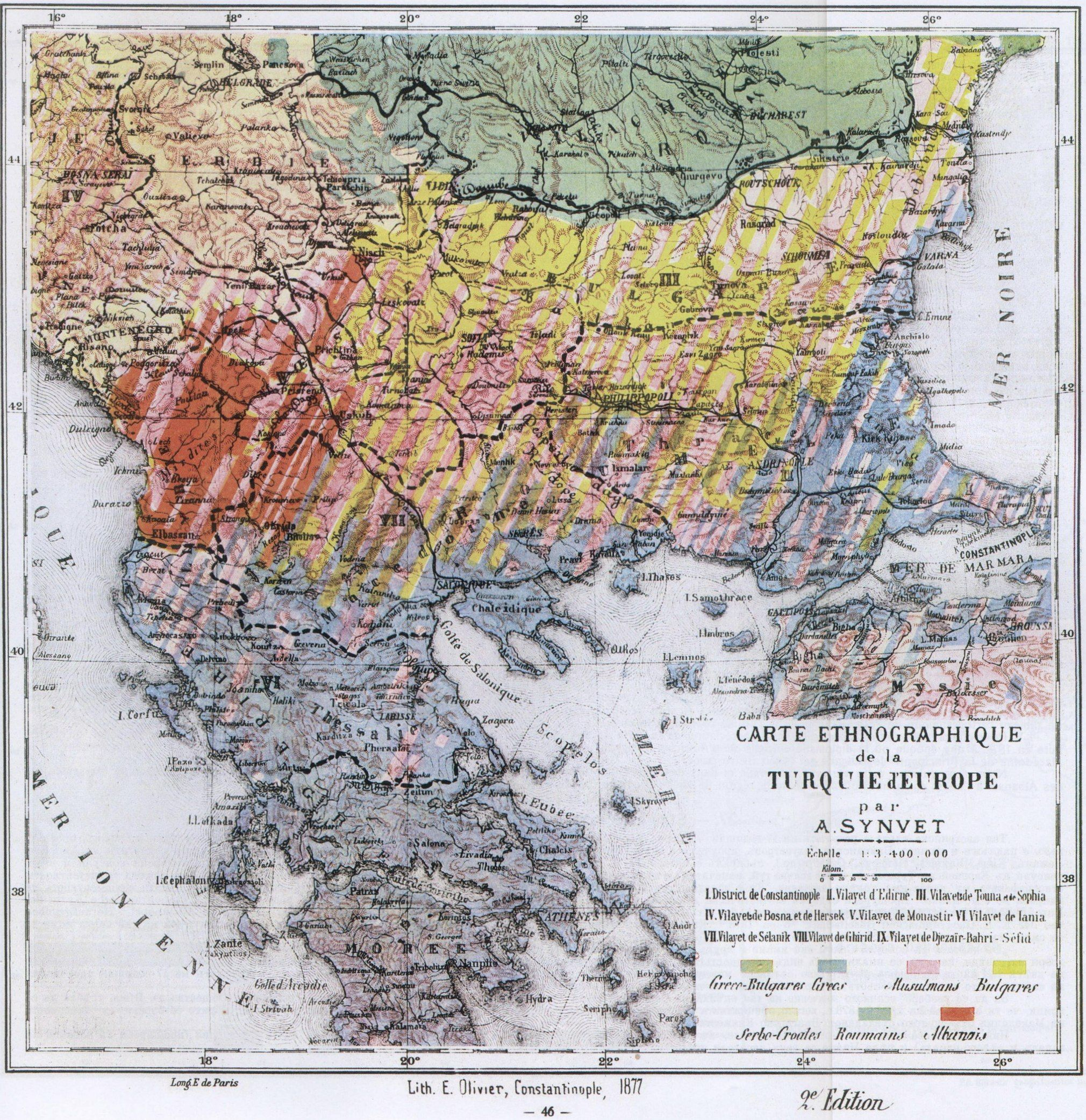
1877 Mappa della composizione etnica dei Balcani dal francese pro-greco A. Synvet
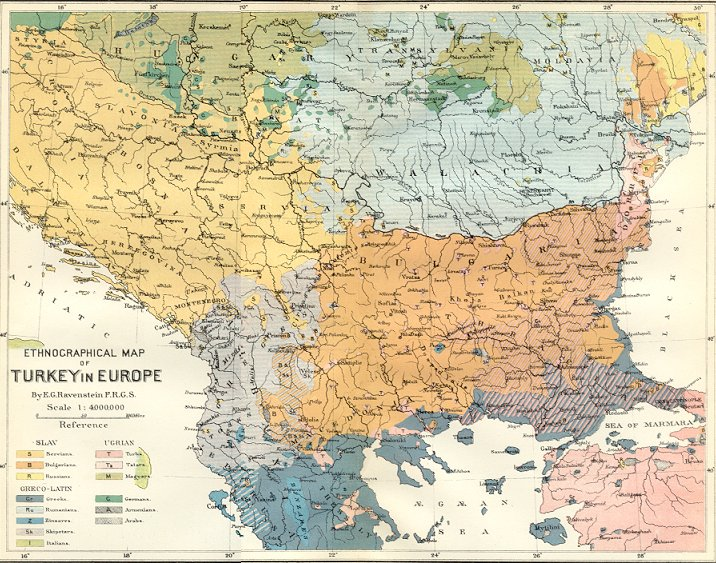
Mappa etnografica dei Balcani del 1880
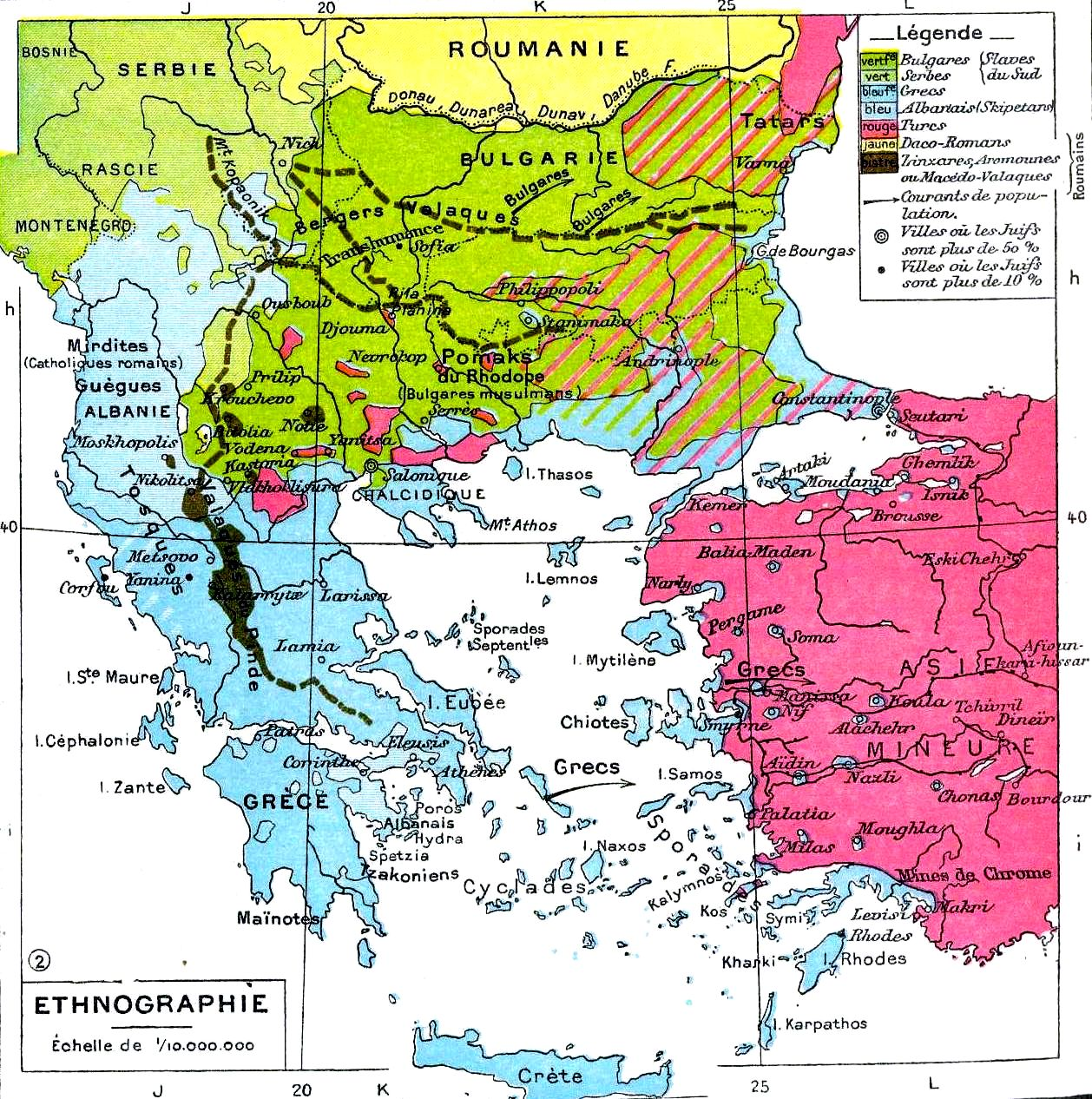
Composizione etnica dei Balcani nel 1898 secondo una fonte francese
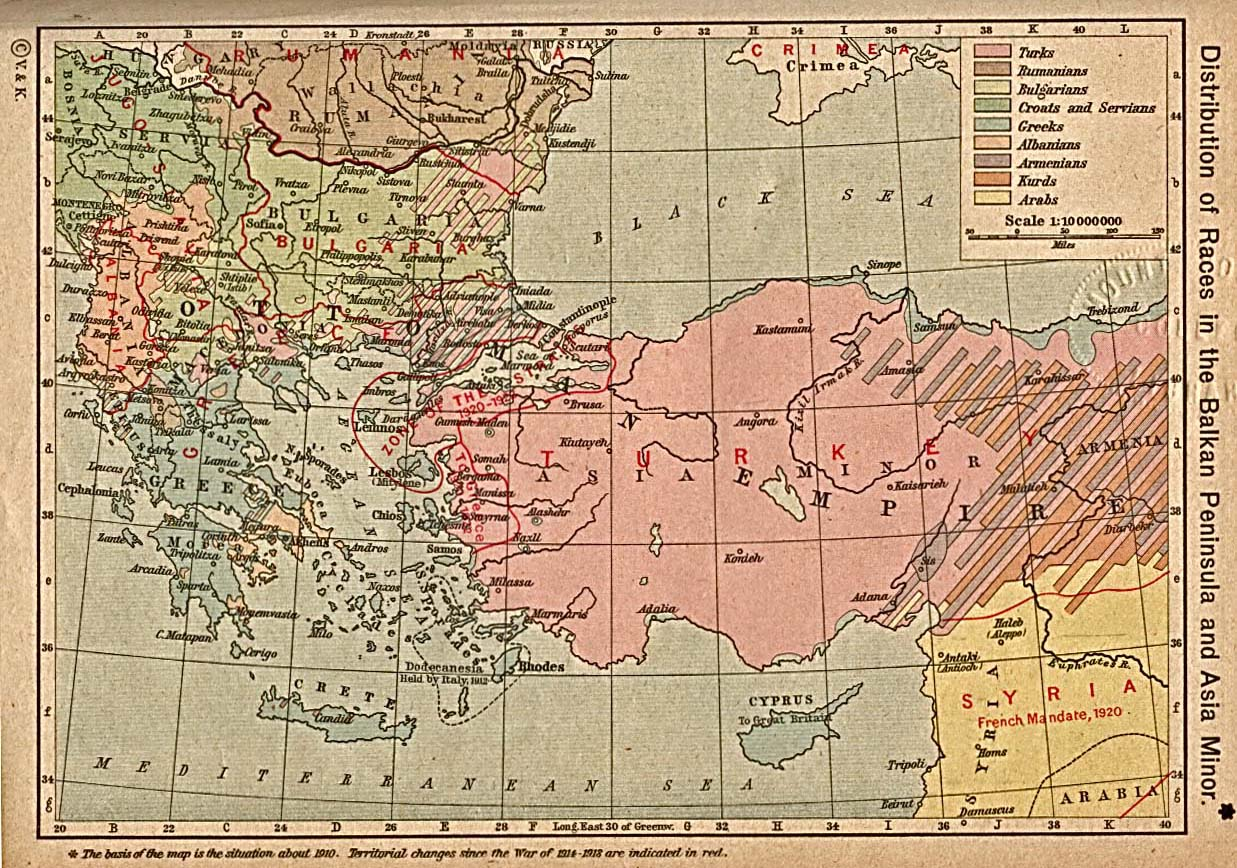
Mappa etnografica del 1923 dei Balcani e della Turchia.

### Diaspora
C'è una grande diaspora albanese del Kosovo nell'Europa centrale.

## Cultura
Culturalmente, gli albanesi in Kosovo sono strettamente legati agli albanesi in Albania. Tradizioni e costumi differiscono anche da una città all'altra nel Kosovo stesso. Il dialetto parlato è Gheg, tipico degli albanesi del nord. La lingua delle istituzioni statali, dell'istruzione, dei libri, dei media e dei giornali è il dialetto standard dell'albanese, che è più vicino al dialetto Tosk.

### Religione
La maggior parte degli albanesi del Kosovo è musulmana sunnita. Vi sono anche piccole comunità musulmane bektashi e cattoliche, queste ultime concentrate principalmente a Gjakova, Prizren, Klina e in alcuni villaggi vicino a Peja e Vitia.

### Arte
Kosovafilmi è l'industria cinematografica, che distribuisce film in albanese, creata dai cineasti albanesi kosovari. Il Teatro Nazionale del Kosovo è il teatro principale in cui spettacoli teatrali vengono regolarmente proiettati da artisti albanesi e internazionali.

#### Musica
La musica ha sempre fatto parte della cultura albanese. Sebbene in Kosovo la musica sia diversa (in quanto mescolata con le culture di diversi regimi che dominano il Kosovo), esiste ancora musica autentica albanese. È caratterizzato dall'uso di çiftelia (un autentico strumento albanese), mandolina, mandola e percussioni.
La musica folk è molto popolare in Kosovo. Ci sono molti cantanti e gruppi folk.
La musica moderna in Kosovo ha origine dai paesi occidentali. I principali generi moderni includono pop, hip hop/rap, rock e jazz.
Ci sono alcuni importanti festival musicali in Kosovo:
- Rock për Rock include musica rock e metal
- Polifest include tutti i tipi di generi (solitamente hip hop, pop commerciale e mai rock o metal)
- Showfest include tutti i tipi di generi (di solito hip hop, pop commerciale, insolitamente rock e mai metal)
- Videofest include tutti i tipi di generi

Le Radiotelevisioni del Kosovo come RTK, RTV21 e KTV hanno le loro classifiche musicali.

### Formazione scolastica
L'istruzione è fornita per tutti i livelli, primario, secondario e universitario. L'Università di Pristina è l'università pubblica del Kosovo, con diverse facoltà e facoltà. La Biblioteca nazionale (BK) è la biblioteca principale e più grande del Kosovo, situata nel centro di Pristina. Ci sono molte altre università private, tra cui la American University in Kosovo (AUK) e molte scuole secondarie e college come il Mehmet Akif College.